# Raiffeisen Bank International
Die Raiffeisen Bank International AG (RBI) ist die zweitgrößte österreichische Bank. Ihre Aktien notieren an der Wiener Börse. Rund 61 % der Geschäftsanteile werden von den Raiffeisenlandesbanken gehalten, der Rest befindet sich im Streubesitz.
In Russland, wo die RBI über eine Tochterbank trotz des seit Februar 2022 laufenden russischen Überfalls auf die Ukraine weiterhin aktiv tätig ist und rund 60 % ihrer Gewinne erwirtschaftet, wickelt sie einen erheblichen Teil des internationalen Zahlungsverkehrs ab und ist als systemrelevant eingestuft.

## Geschichte
Die RBI entstand ursprünglich durch die Fusion der Kundengeschäftsfelder der Raiffeisen Zentralbank Österreich AG (RZB) mit der Raiffeisen International Bank Holding AG im Oktober 2010. Die RZB blieb unverändert das Spitzeninstitut der Raiffeisen Bankengruppe Österreich und die Zentrale des RZB-Konzerns.
Mit einer Kapitalerhöhung an der Wiener Börse stockte die RBI im Jänner 2014 ihr Eigenkapital um 2,78 Milliarden Euro auf. Der Anteil der RZB an der RBI sank dabei von 78,5 auf 60,7 Prozent. Im Gegenzug stieg der Streubesitz von 21,5 auf 39,3 Prozent. Die Stärkung der Kapitalbasis sollte die Bank auf die strengen Kapitalvorschriften nach Basel III vorbereiten. Die 2009 aufgenommenen 1,75 Milliarden Euro an staatlichem Partizipationskapital wurden am 6. Juni 2014 zurückgezahlt.
2015 beschloss die RBI ein Transformationsprogramm zur Erhöhung ihres Kapitalpuffers, das zu einer Verbesserung der harten Kernkapitalquote (CET1 Ratio, fully loaded) auf 12 Prozent bis Ende 2017 führen sollte. Die geplanten Schritte sahen unter anderem den Verkauf der Banken in Polen und Slowenien sowie den Rückzug aus den USA und teilweise Asien vor. Neben der Kapitalstärkung sollte die Komplexität der Bank reduziert und ihr Risikoprofil verbessert werden. Die Tochterbank in Slowenien wurde Mitte 2016 verkauft. Der Verkauf der Raiffeisen Polbank kam letztendlich im Dezember 2016 vorerst nicht zustande. Mit einer CET1 Ratio (fully loaded) von 13,6 Prozent erreichte die RBI dennoch bereits zum Jahresende 2016 – und somit ein Jahr vor Ablauf der selbst gesetzten Frist – ihr Kapitalziel.
Im Jahr 2016 wurde weiters beschlossen, RZB und RBI zu verschmelzen. Die formelle Zustimmung erfolgte in der außerordentlichen Hauptversammlung am 24. Jänner 2017 (RZB: 23. Jänner 2017). Mit dem Firmenbucheintrag am 18. März 2017 wurde die Verschmelzung rechtlich abgeschlossen. Die RBI übernahm dabei als Gesamtrechtsnachfolgerin zur Gänze die Rechte, Pflichten und Aufgaben der übertragenden Gesellschaft RZB.
Am 10. April 2018 wurde bekannt, dass die RBI ihr polnisches Tochterunternehmen bis auf die Fremdwährungskredite an BNP Paribas verkaufen werde. Der Abschluss des Transfers erfolgte im vierten Quartal 2018.
Am 15. Februar 2021 erwarb die RBI den tschechischen Devisen- und Zahlungsanbieter Akcenta, um ihre Position in Mittel- und Osteuropa zu stärken.
Im ersten Halbjahr 2022 betrug der Gewinn 1,71 Milliarden Euro. Darin enthalten war auch ein Gewinn von 453 Millionen Euro aus dem Verkauf der bulgarischen Tochter.
Im Januar 2023 geriet Raiffeisens Russlandgeschäft ins Visier des amerikanischen Amts zur Kontrolle von Auslandsvermögen (OFAC). RBI ist seit dem russischen Überfall auf die Ukraine eine der letzten verbliebenen Großbanken in Russland. Die russische Tochterfirma zu Kriegsbeginn 40 % von Russlands internationalem Zahlungsverkehr ab und wurde dadurch von russischen Stellen offiziell als systemrelevant eingestuft. Weiters lag der Anteil der Tochterbank am gesamten Nachsteuer-Gewinn 2022 bei 2 von 3,8 Milliarden Euro. Nach Anfrage von OFAC im Hinblick auf diese Situation versprach Raiffeisen Kooperation mit der Behörde bei der Durchleuchtung ihrer Russlandgeschäfte. Die RBI reduzierte im Geschäftsjahr 2023 ihr Russlandgeschäft.
Trotz des russischen Überfalls auf die Ukraine (ab 2022) setzte die Bank ihr Geschäft in Russland fort. Die fortgesetzten Tätigkeiten der Bank in Russland begründen auch ihre Aufnahme im März 2023 in die Liste von Kriegssponsoren der ukrainischen Nationalagentur für Korruptionsbekämpfung. Im Dezember 2023 schloss die Ukraine die Raiffeisen Bank von der Liste der Kriegssponsoren für das 12. Paket von EU-Sanktionen gegen Russland aus.
Die Großbank teilte Ende September 2024 mit, das sie ihre belarussische Tochter, die Priorbank JSC, an die Soven 1 Holding, mit Sitz in den Vereinigten Arabischen Emiraten verkauft habe. Der Verkaufspreis betrug in etwa 300 Mio. EUR. Die RBI steigt somit komplett aus dem belarussischen Markt aus und verliert 45 Geschäftsstellen.

## Tätigkeit
Die RBI ist in Österreich als Kommerz- und Investmentbank, in Zentral- und Osteuropa (CEE) als Universalbank tätig. Die Tochterbanken in CEE bieten ihren Kunden Dienstleistungen im Corporate-, Investment- und Retail-Banking an. Die überwiegende Mehrzahl der Kunden in CEE sind Privatkunden sowie Klein- und Mittelbetriebe. In Österreich betreut die RBI ausschließlich Großkommerzkunden und multinationale Unternehmen.
Die RBI betrachtet Österreich und CEE als ihren Heimmarkt. 11 Märkte der Region werden durch Tochterbanken abgedeckt, darüber hinaus umfasst der Konzern zahlreiche andere Finanzdienstleistungsunternehmen beispielsweise in den Bereichen Leasing, Vermögensverwaltung und Mergers and Acquisitions. Rund 43.000 Mitarbeiterinnen und Mitarbeiter betreuen 18 Millionen Kundinnen und Kunden in rund 1.450 Geschäftsstellen, der weitaus überwiegende Teil davon in Zentral- und Osteuropa (Stand: Ende 2023).
| Land                    | Bank                                | Geschäftsstellen |
| ----------------------- | ----------------------------------- | ---------------- |
| Albanien                | Raiffeisen Bank                     | 76               |
| Bosnien und Herzegowina | Raiffeisen Bank Bosna i Hercegovina | 87               |
| Kosovo                  | Raiffeisen Bank Kosovo              | 38               |
| Kroatien                | Raiffeisenbank Austria              | 70               |
| Rumänien                | Raiffeisen Bank                     | 288              |
| Russland                | Raiffeisenbank                      | 124              |
| Serbien                 | Raiffeisen banka                    | 108              |
| Slowakei                | Tatra banka                         | 143              |
| Tschechien              | Raiffeisenbank                      | 128              |
| Ukraine                 | Raiffeisen Bank                     | 321              |
| Ungarn                  | Raiffeisen Bank                     | 67               |

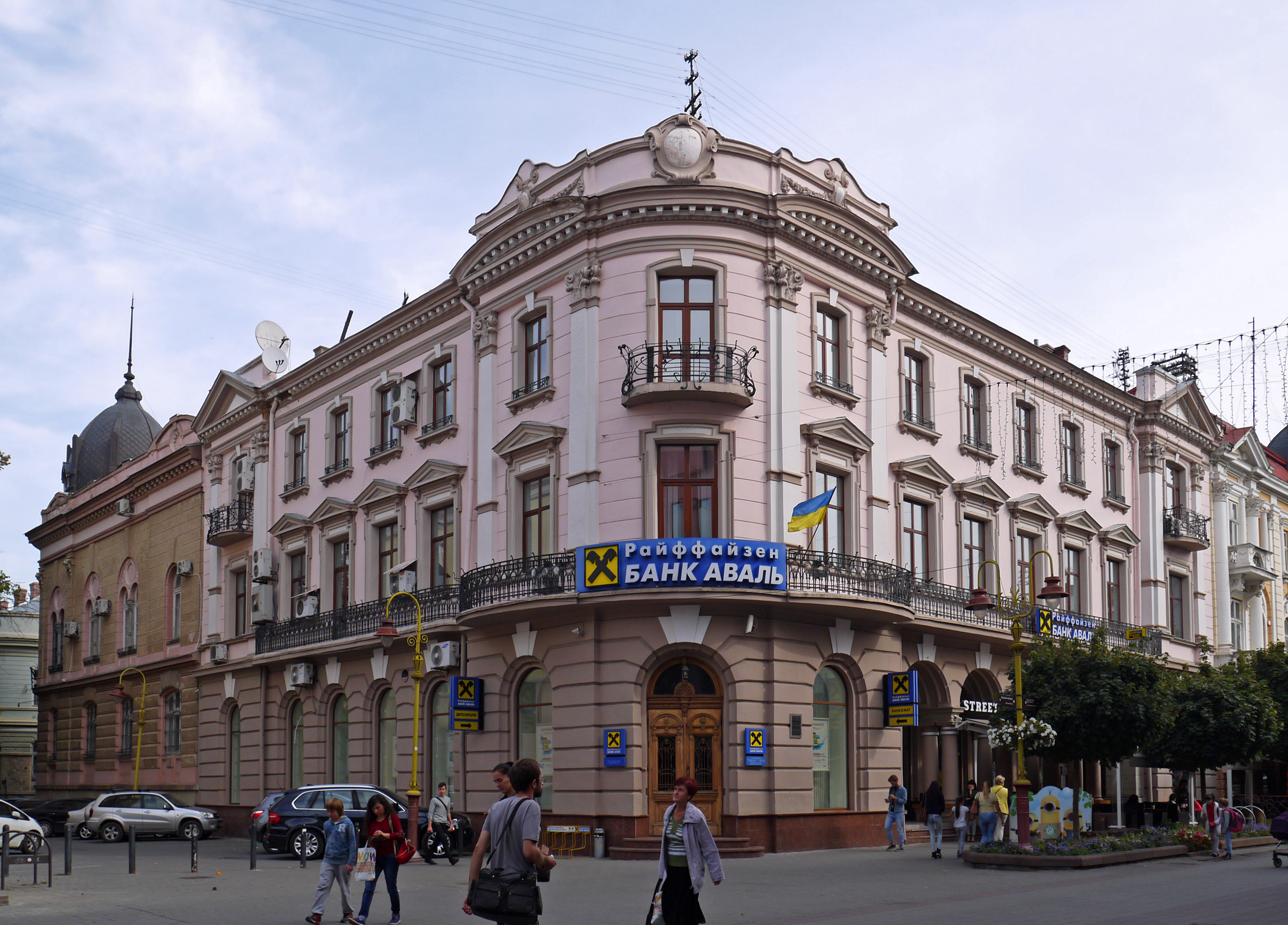
Filiale der Raiffeisenbank in Iwano-Frankiwsk, Ukraine

In Westeuropa betreibt die RBI eine Filiale in London und Repräsentanzen in Düsseldorf, Frankfurt, Paris und Stockholm. In Asien ist die RBI mit Filialen in Peking und Singapur sowie Repräsentanzen in Indien, Korea und Vietnam vertreten.

## Aktionärsstruktur
| Grundkapital             | 1003,28 Mio. Euro |
| Aktien                   | 328,94 Mio. Stück |
| Aktionäre                | Anteil            |
| 8 Raiffeisenlandesbanken | 61,2 %            |
| Streubesitz              | 38,8 %            |

Stand: Anfang 2024

## Beteiligungen der RBI (Auszug)
- Raiffeisen Digital Bank AG

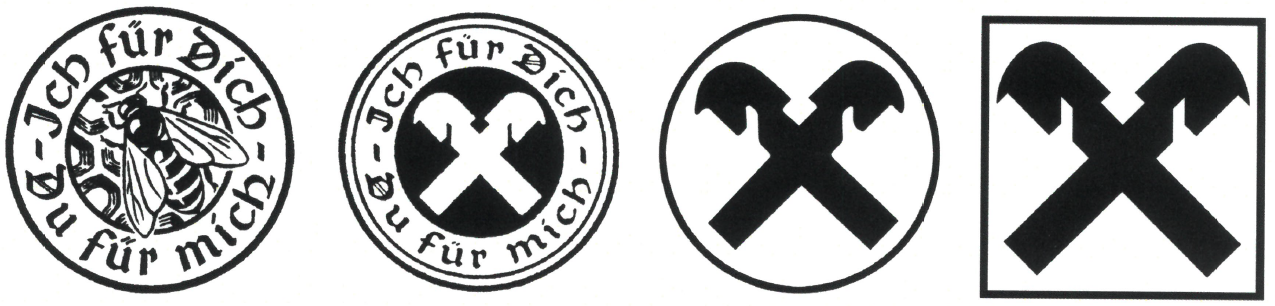
Entwicklung der Raiffeisen-Logos

- Kathrein Privatbank Aktiengesellschaft
- Raiffeisen Kapitalanlage Ges.m.b.H.
- Raiffeisen-Leasing Gesellschaft m.b.H.
- Raiffeisen Factor Bank AG
- Raiffeisen Bausparkasse Gesellschaft m.b.H.
- Raiffeisen Wohnbaubank AG
- Raiffeisen Informatik GmbH
- Raiffeisen e-force GmbH
- UNIQA Insurance Group AG
- Valida Holding AG
- Leipnik-Lundenburger Invest Beteiligungs AG

## Verhalten im Krieg Russlands gegen die Ukraine
Stand Juli 2023 operiert die RBI weiterhin auf dem russischen Markt. Die RBI-Tochter Raiffeisenbank beschäftigte rund 10.000 Mitarbeiter und betreute 4 Millionen Privat- und 2.600 Firmenkunden. Sie ist damit die größte im Land verbliebene westliche Bank. Sie ist offiziell als systemrelevant eingestuft und wickelt 30% Prozent des internationalen Zahlungsverkehrs in Russland ab.
Unter dem Druck der ukrainischen Regierung und ihrer Verbündeten änderte die RBI Ende März 2023 jedoch ihre Rhetorik. Der RBI-Konzern werde Transaktionen, die zu einem Verkauf oder einer Abspaltung der Raiffeisenbank Russland und ihrer Endkonsolidierung aus dem RBI-Konzern führen würden, in voller Übereinstimmung mit den lokalen und internationalen Gesetzen und Vorschriften und in Absprache mit den jeweils zuständigen Behörden weiterverfolgen. Die Erklärung dürfte auch eine Reaktion auf den Druck der Europäischen Zentralbank sein, einen Plan zur Reduzierung des Geschäfts in Russland zu entwickeln. In derselben Erklärung wird betont, dass im Falle einer Abspaltung oder eines Verkaufs die CET1-Ratio des RBI-Konzerns robust bleiben werde. Die RBI wies in der Erklärung auf die reduzierte Kreditmenge hin (am 7. April 2023 stoppte die russische Niederlassung der RBI russischen Medien zufolge die Ausgabe neuer Karten mit dem Paket „Gehalt“) und versprach, ihre Geschäftstätigkeiten weiter zu reduzieren. Kritiker monierten jedoch fehlenden Willen, und Insidern zufolge spielte die Bank auf Zeit.
Den Rückzug der RBI aus dem Kreditgeschäft in Russland kommentierte die Nationalbank der Ukraine (NBU) als eine positive Veränderung. Sie beklagte aber das Fehlen konkreter Ausstiegspläne. Andererseits hob sie den Beitrag der Tochtergesellschaft der RBI in der Ukraine zur Finanzstabilität des Landes während des laufenden Krieges hervor.
Insgesamt reduzierte die RBI im Geschäftsjahr 2023 ihr Russlandgeschäft. Neben dem Kreditgeschäft – das Kreditvolumen wurde in Russland um 56 % zurückgefahren – reduzierte sie ihr Zahlungsverkehrsgeschäft mit Russland stark und beendete alle Geschäftsbeziehungen mit russischen Korrespondenzbanken mit Ausnahme ihrer Tochter Raiffeisenbank.
Westliche Banken haben Schwierigkeiten, Russland zu verlassen. Laut Financial Times operieren Banken wie JSC Raiffeisenbank, JSC UniCredit Bank, JSC Commercial Bank Citibank und andere immer noch in Russland. Die meisten Banken haben weitere Investitionen in ihre russischen Tochtergesellschaften gestoppt. Es ist jedoch erwähnenswert, dass die Société Générale in der Lage war, Russland zu verlassen und ihre Vermögenswerte an die Rosbank zu verkaufen. Der geschätzte Verlust für die Bank betrug 3,3 Milliarden Euro. Reuters zitierte einen leitenden RBI-Manager, dass Verhandlungen über einen Verkaufsvertrag für die russische Niederlassung mit zwei potenziellen Käufern geführt worden seien. Die Abspaltung selbst könne bis zu sieben Monate dauern.
Die österreichische Bundesregierung hat die Zustimmung zum EU-Sanktionspaket gegen Russland von Ende 2023 an die Bedingung geknüpft, dass die Raiffeisen Bank International von der Ukraine-Blacklist genommen wird.
Im Dezember 2023 berichtete die österreichische Zeitung Die Presse über einen möglichen Deal mit dem russischen Oligarchen Oleg Wladimirowitsch Deripaska. Das Kreditinstitut plante, von ihm über ihre russische Tochter Aktien der Strabag im Wert von 1,57 Milliarden Euro (27,8 %) zu kaufen. Die RBI versucht so, die aufgrund der Sanktionen gegen Russland eingefrorenen Gewinne ihrer russischen Tochter nach Österreich zu holen.
Am 6. März 2024 wurde durch eine Stellungnahme der US-Botschaft in Wien bekannt, dass die Vereinigten Staaten eine hohe Beamtin des US-Finanzministeriums nach Wien schickten, um mit der RBI und österreichischen Behörden Fragen in Zusammenhang mit Russland-Sanktionen zu besprechen. Nach den Gesprächen warnte die USA die RBI vor einem Ausschluss aus dem US-Finanzsystem, sollte die RBI keine raschen Maßnahmen im Bezug auf Russland treffen. Am 20. März 2024 wurde bekannt, dass die USA den Deal mit Oleg Wladimirowitsch Deripaska um die Strabag-Aktien verhindern wollen. Sie drängten die österreichische Bank, den heiklen Milliarden-Deal zu beenden, da dieser „Nach hinten losgehen könnte“ (US-Finanzministerium). Mehrere hochrangige Beamte fürchteten, dass Deripaska vom Verkauf profitieren könnte. Der Kurs der RBI-Aktie brach daraufhin zeitweise um bis zu 15 % ein.
Die Financial Times (FT) schrieb am 16. April 2024, dass seit Dezember 2023, 2.400 neue Stellen im Großraum Moskau von der RBI ausgeschrieben wurden, trotz des seit 2022 angekündigten Rückzugs aus dem Russland-Geschäft. Das österreichische Bankhaus erklärte auf Anfrage der Nachrichtenagentur Reuters, dass die Reduktion des Russland-Geschäfts im Geschäftsjahr 2024 fortgesetzt werde. Die Zitate aus den Stellenanzeigen würden weder die bisherigen Maßnahmen zur Verringerung des Geschäfts widerspiegeln, noch würden sie den weiteren Plänen für das Russland-Geschäft entsprechen. Laut Reuters und FT hat Bankchef Johann Strobl die Stellenanzeigen nun prüfen lassen.
Am 18. April gab die Raiffeisenbank International bekannt, einen Brief der Europäischen Zentralbank erhalten zu haben, indem es um ihre Russland-Tochter AO geht. Es müssten die Kundenkredite bis 2026 deutlich zurückgehen, und zwar um bis zu 65 Prozent im Vergleich zum Ende des dritten Quartals 2023. Die Bank äußerte sich daraufhin kritisch zu dem „EZB-Druck“, da dies die strategische Situation des österreichischen Unternehmens nicht verbessere.
Anfang Mai 2024 wuchs der Druck auf die RBI, als die Deutsche Bundesregierung eine Untersuchung zum Strabag-Deal begann. Das Bauunternehmen hat zahlreiche deutsche Tochtergesellschaften. Deshalb kann das deutsche Wirtschaftsministerium laut Bericht auch in diesem Fall aktiv werden. Sollte die deutsche Regierung durch das Geschäft die nationale Sicherheit gefährdet sehen, könnte sie die potenzielle Transaktion untersagen oder mit Auflagen belegen. RBI-Vorstandschef Johann Strobl hatte jedoch am Vortag betont, dass seine Bank die geplante Transaktion noch prüft und den Deal auch abblasen könnte. „Wir werden den Erwerb der Strabag-Anteile durch die AO-Raiffeisen-Bank Russland nicht durchziehen, wenn wir glauben, dass ein Risiko von Sanktionen oder anderen negativen Folgen durch irgendwelche Behörden besteht“, sagte er und erwähnte damit insbesondere US-Behörden.
Am Mittwoch, dem 8. Mai 2024 verbreiteten österreichische Nachrichtenagenturen die Meldung, dass der Strabag-Deal, mit dem die RBI ihre Russland Gewinne loseisen wollte, geplatzt sei. Der internationale Druck auf die Großbank sowie das Sanktionsrisiko seien dem Vorstand der RBI zu hoch gewesen. Das Wiener Institut für Internationale Wirtschaftsvergleiche sieht das Kreditinstitut in der Zwickmühle, ein Verkauf der AO-Raiffeisenbank wird empfohlen. Die RBI hätte es sich nicht leisten können aus dem Dollar-System der USA ausgeschlossen zu werden. Zudem scheint Russland Interessen an der RBI-Tochter zu zeigen, da diese die größte westliche Bank sei und somit ermögliche, Transaktionen in den Westen zu tätigen.
Am  20. Jänner 2025, teilte das Geldhaus in einer Presseaussendung mit, dass die de facto von dem russischen Oligarchen Oleg Wladimirowitsch Deripaska kontrollierte Rasperia Trading Limited, einen Gerichtsprozess aufgrund des gescheiterten Deals mit den Strabag Aktien für sich entscheiden konnte. Im Prozess wurde das österreichische Unternehmen zu einer Geldstrafe von 2,044 Mrd. € an Rasperia verurteilt. Die RBI legte umgehen Berufung gegen dieses Urteil ein.
Im Februar 2025 tauchte ein Gerücht auf, dass der Schwiegersohn von Viktor Orbán, István Tiborcz, der als einer der reichsten Ungarn gilt und Verbindungen nach Moskau unterhielte, Interesse am russischen Teil der Bank hätte.
Rund um den 24. April, kommunizierte die Bank an die Öffentlichkeit, dass ein Handelsgericht in St. Petersburg das Urteil mit der Milliarden Strafe vom Jänner bestätigt hatte und die Berufung auf erster Instanz zurückgewiesen hatte. Das Kreditinstitut teilte außerdem mit, zum Gegenschlag auszuholen zu wollen und eine Klage am Handelsgericht Wien gegen Rasperia zu finalisieren. Damit will man erreichen, dass die bis jetzt wegen westlichen Sanktionen eingefrorenen Anteile des russischen Konzerns an der Strabag SE, in die Bilanz der RBI aufgenommen werden und somit in Österreich zu Cash werden. Laut der Online-Ausgabe des Der Standard, scheint diese angestrebte Situation dem ursprünglich geplanten Deal rund um die Aktien des Bauunternehmens zu ähneln, welcher aufgrund internationalen Drucks seitens Europäischer Union als auch den Vereinigten Staaten abgebrochen werden musste.

## Kritik

### Vorwurf der Geldwäsche
Im Zuge der Panama-Leaks wurde öffentlich, dass die Raiffeisen Bank International Kredite mit Vermögenswerten aus Briefkastenfirmen besichern ließ, was als Indiz für Geldwäsche gewertet wurde.
Im Dezember 2010 wurde aus den Offshore-Leaks bekannt, dass die RBI Group in den 2000er Jahren mehrere Pfandverträge im Wert von 102 Mio. EUR mit der Linquist Services Limited Gesellschaft, mit Sitz auf den Britischen Jungferninseln, abschloss. Es ist unbekannt wer hinter Linquist steht, jedoch soll dieser Pfandvertrag einen 115 Mio. EUR Kredit an den ukrainischen Süßwarenhersteller Roshen garantieren. Hinter Roshen steht Petro Poroschenko, ein ukrainischer Oligarch und ehemaliger Präsident der Ukraine. Ein weiterer von der Linquist abgesicherter Pfandvertrag über 12,7 Mio. US-Dollar, datiert mit 27. August 2012, wurde mit der Mediengesellschaft UMH Group Public Limited, mit Sitz in Kiew abgeschlossen. Dieses Unternehmen wird von Borys Loschkin, dem damaligen Kabinettschef Poroschenkos kontrolliert. Ähnliche Geschäfte mit solchen Offshore-Gesellschaften tauchen öfters in diesem Zeitraum auf, die RBI war in jedem Geschäft Kreditgeber. Der Vorstand der RBI kommentierte auf Nachfrage des ORF, dass das „gänzliche Durchleuchtung von Kunden und Transaktionen nicht möglich“ sei. Der Vorstand bezog sich hierbei auf rechtliche Gründe.
Aufgrund der Vorwürfe kündigte die RBI 2020 neue bankinterne Geldwäschebestimmungen an. Außerdem beendete sie Kundenbeziehungen in 26 Ländern, wo sie vormals aktiv war.

### Verbindung zu Dmytro Firtasch
Der Oligarch Dmytro Firtasch, der enge Beziehungen zu Russland pflegt und Mitinitiator der Agentur zur Modernisierung der Ukraine ist, zählt zu den Kunden der RBI. In diesem Zusammenhang wurde der Verdacht laut, die RBI sei in Geldwäschevorgänge verstrickt. Ebenso wurde der RBI vorgeworfen, Firtasch bei der Verschleierung von Vermögensverhältnissen im Zusammenhang mit Gasgeschäften in der Ukraine unterstützt zu haben. Ein Vorstand der RBI leistete dazu 2004 Unterschriften in Gashandelsverträgen, was 2007 Gegenstand eines Banken-Untersuchungsausschusses des Nationalrats war. Beraten ließ sich der damalige Vorstand vom späteren ÖVP-Justizminister Wolfgang Brandstetter.

### Engagement in Belarus
Im Juni 2020 arrangierte die Raiffeisen Bank International belarussische Staatsanleihen im Wert von über 1,4 Milliarden Euro. Zu diesem Zeitpunkt waren bereits im Zuge der anstehenden Präsidentschaftswahlen Präsidentschaftskandidaten, Demonstranten und Journalisten festgenommen worden. Pawel Latuschka vom Koordinierungsrat der belarussischen Opposition warf Raiffeisen Bank International daher vor, die Diktatur des Machthabers Aljaksandr Lukaschenka zu unterstützen. Er forderte die RBI-Tochter Priorbank dazu auf, die Geschäftsbeziehungen mit belarussischen staatlichen Banken zu unterbinden und die Staatsanleihen zu verkaufen. RBI wies den Vorwurf zurück, Menschenrechtsverletzungen in Belarus wirtschaftlich zu unterstützen.

### Russischer Überfall auf die Ukraine
Im Dezember 2022 kritisierte die Organisation B4Ukraine die Raiffeisen Bank International AG (RBI) für ihre fortgesetzten Geschäftsaktivitäten in Russland und forderte das Unternehmen auf, sich sofort zur Schließung seiner Geschäfte in dem Land zu verpflichten. Als eines der größten ausländischen Bankinstitute in Russland mit etwa 10.000 Mitarbeitern vor Ort erzielte die RBI 2022 rund die Hälfte ihres Vorsteuerergebnisses von 4,2 Milliarden Euro auf dem russischen Markt, viermal so viel wie im Vorjahr. Kritiker argumentieren, dass diese Einnahmen bedeuten, dass die Bank erhebliche Steuern an den russischen Staat zahlt, der mit diesen Mitteln den Krieg und Kriegsverbrechen in der Ukraine finanziert.
Trotz der Beziehung zu der staatlichen und sanktionierten Sberbank wurde ein russischer Raiffeisenbank-Mitarbeiter getötet, nachdem er eingezogen wurde, um gegen die Ukraine zu kämpfen. Die Bank hatte zwar versucht, eine Ausnahme für ihn zu erwirken, jedoch ohne Erfolg. Darüber hinaus wurde berichtet, dass eine Niederlassung der Raiffeisen Bank in der Ukraine geplündert wurde. Obwohl RBI-Chef Johann Strobl im März erklärte, man prüfe alle strategischen Optionen für die Zukunft der Raiffeisenbank in Russland, gibt es bisher keine klare Entscheidung über einen Rückzug aus dem Land. Es gibt auch Bedenken hinsichtlich der Beziehung der RBI zur Sberbank und ihrer Investitionen in die russische Öl- und Gasindustrie.

### Belastung durch Benkos Signa-Gruppe
Laut einem Medienbericht der Süddeutschen Zeitung gehört die RBI zu den Österreichischen Bankhäusern, die (Stand 27. November 2023) „derzeit Signa-Kredite mit einem Volumen von rund 2,2 Milliarden Euro“ auftürmen, wobei zwei Drittel auf die Bank Austria und die RBI entfallen.